# Адамс, Чарльз Деннис
Чарльз Деннис Адамс (англ. Charles Dennis Adams, 1920 — 2005) — британский ботаник. Жил в Великобритании, в Республике Гана и на Ямайке. Описал более 200 видов растений, многие из которых были описаны впервые. Умер в 2005 году.
Специализировался на папоротниковидных и на семенных растениях.